# Wojciech Czerny
Wojciech Czerny, niem. Adalbert Czerny (ur. 25 marca 1863 w Szczakowej, Cesarstwo Austrii), zm. 3 października 1941 w Berlinie) – austriacki lekarz pediatra pochodzenia polskiego, profesor medycyny, jeden z założycieli współczesnej pediatrii.

## Życiorys
Syn inżyniera kolejnictwa, wychował się w Wiedniu, stolicy Austrii. W 1879 przeniósł się do Pilzna. W 1888 ukończył studia medyczne na Uniwersytecie Karola w Pradze. Był asystentem Aloisa Epsteina, zdobywając doświadczenie na temat żywienia noworodków. W 1893 przeniósł się do Wrocławia, gdzie mianowano go profesorem pediatrii. W 1910 zaczął pracować w szpitalu dziecięcym w Strasburgu, a od 1913 w berlińskim szpitalu klinicznym Charité jako zastępca Otto Heubnera. Pracował tam 19 lat i tam dokonał wielu swoich osiągnięć. W latach 1934–1936 był emerytowanym profesorem katedry pediatrii w Akademii Medycznej w Düsseldorfie. 

## Osiągnięcia
Czerny zajmował się przede wszystkim patologią metaboliczną i fizjologią żywienia noworodków oraz wpływem zaburzeń żywieniowych na zdrowie dziecka. Jego nazwiskiem nazwano kilka chorób noworodków, np. anemia Czernego, diateza Czernego, paradoks oddechowy Czernego. Napisał m.in. Des Kindes Ernährung, Ernährungsstörungen und Ernährungstherapie (1906-17), Der Arzt als Erzieher der Kindes (1908), Über die Bedeutung der Inanition bei Ernährungsstörungen der Säuglinge (1911). Od 1963 przyznawana jest corocznie Nagroda Czernego (Adalbert-Czerny-Preis) za osiągnięcia w dziedzinie pediatrii.